# 毛利元就博
毛利元就博（もうりもとなりはく）は、1997年（平成9年）に広島県広島市で開催された地方博覧会。正式には「大河ドラマ毛利元就博」がイベントの名称であり、同年に放送されたNHK大河ドラマ『毛利元就』に合わせ行われた。

## 概要
広島県出身の戦国大名毛利元就を主人公とした大河ドラマの放送に合わせ、「いま蘇る、智と愛の戦国ロマン」をテーマに開催された地域おこしのイベントである。開催期間中の「毛利元就博」入場者は63万1,000人で、当初見込みの70万人は下回ったものの、博覧会場に隣接する広島城の入場者が前年比2.5倍の35万人となるなど、一定の成果を挙げたとされている。
- 会期 - 平成9年（1997年）3月15日から12月14日まで
- 会場 - 広島城跡地（広島市中区基町）
- 主催 - 大河ドラマ「毛利元就」博実行委員会

## 入場料
|                  | 大人   | 高校生 | 中・小学生 |
| ---------------- | ------ | ------ | ---------- |
| 前売券           | 900円  | 750円  | 400円      |
| 当日券           | 1000円 | 850円  | 500円      |
| 団体（30名以上） | 800円  | 620円  | 200円      |

## 各会場
第1会場（特設会場）
- 2棟のテントパビリオン
- 「智と愛のプロローグ」では大河ドラマ出演者による紹介とメッセージ。光と音と映像のタイムスリップ演出のゾーンの後、「大河ドラマの世界」のコーナーへ。ドラマセットでドラマの制作風景野紹介や、ドラマで使用された鎧や衣装を展示。

第2会場（広島城二の丸）
- 「毛利元就歴史紀行と毛利氏の至宝」で、毛利元就ゆかりの地の紹介と遺品、文化財の展示。「中世の人々のくらし」で、当時の人々の生活ぶりを再現。
- 「毛利元就の生涯」では、パネルや模型、映像を使って、毛利元就の生涯と歴史を紹介。「毛利元就と中国地方」では、元就にちなんだ中国地方の名所旧跡の観光案内。

第3会場（広島城天守閣）
- 毛利元就の時代を中心に、戦国武将にゆかりのある刀剣、甲冑、兜などの歴史資料や文化財を特別展示。

## 参考資料
- 毛利元就博パンフレット各種[3]

出典
1. ↑  大河ドラマ毛利元就博 - 博覧会COLLECTION（乃村工藝社）
2. ↑  広島市議会 3月10日 平成10年度予算特別委員会 観光担当課長答弁 - 広島市議会
3. ↑  大河ドラマ毛利元就博 博覧会資料一覧 - 博覧会COLLECTION（乃村工藝社）